# (20843) Kuotzuhao
(20843) Kuotzuhao (2000 UZ78) – planetoida z pasa głównego asteroid okrążająca Słońce w ciągu 3,71 lat w średniej odległości 2,4 j.a. Odkryta 24 października 2000 roku.